# 25781 Rajendra
25781 Rajendra este un asteroid din centura principală de asteroizi.

## Descriere
25781 Rajendra este un asteroid din centura principală de asteroizi. A fost descoperit pe 3 februarie 2000 la Socorro, New Mexico, în cadrul proiectului LINEAR. Asteroidul prezintă o orbită caracterizată de o semiaxă mare de 2,67 ua, o excentricitate de 0,15 și o înclinație de 4,4° în raport cu ecliptica.